# 北三寶顏省
北三宝颜省（英语：Zamboanga del Norte）是菲律宾三宝颜半岛的省份之一，首府为第波罗，位于棉兰老岛西北部，南面与三宝颜锡布格省和南三宝颜省接壤，东面为西米萨米斯省，西北面为苏禄海，与东内格罗省隔海相望。下辖27个行政区，主要经济产业为种植业和渔业，玉米、椰子和大米是主要作物。